# Campeonato Mundial de Esgrima de 1966
El XXXIV Campeonato Mundial de Esgrima se celebró en Moscú (URSS) entre el 6 y el 16 de julio de 1966 bajo la organización de la Federación Internacional de Esgrima (FIE) y la Federación Soviética de Esgrima.

## Medallistas

### Masculino
| Evento              | Oro                                                                                     | Plata                                                                                  | Bronce                                                                                      |
| ------------------- | --------------------------------------------------------------------------------------- | -------------------------------------------------------------------------------------- | ------------------------------------------------------------------------------------------- |
| Florete individual  | Guerman Sveshnikov URSS                                                                 | Jean-Claude Magnan Francia                                                             | Viktor Putiatin URSS                                                                        |
| Florete por equipos | Guerman Sveshnikov Viktor Putiatin Yuri Sharov Yuri Sisikin Mark Midler URSS            | Béla Gyarmati · József Gyuricza · Jenő Kamuti · László Kamuti · Sándor Szabó · Hungría | Egon Franke · Adam Lisewski · Ryszard Parulski · Zbigniew Skrudlik · Witold Woyda · Polonia |
| Espada individual   | Alekséi Nikanchikov URSS                                                                | Claude Bourquard Francia                                                               | Bohdan Gonsior · Polonia                                                                    |
| Espada por equipos  | Claude Bourquard Jacques Brodin Yves Dreyfus Jean-Pierre Allemand Yves Boissier Francia | Vladimir Godzhiyev Guram Kostava Grigori Kriss Alekséi Nikanchikov Yuri Smoliakov URSS | Karl-Erik Broms · Hans Lagerwall · Lars-Erik Larsson · Jan Skogh · Carl von Essen · Suecia  |
| Sable individual    | Jerzy Pawłowski · Polonia                                                               | Tibor Pézsa · Hungría                                                                  | Zoltán Horváth · Hungría                                                                    |
| Sable por equipos   | Péter Bakonyi · Tibor Pézsa · Tamás Kovács · Zoltán Horváth · Miklós Meszéna · Hungría  | Umiar Mavlijanov Nugzar Asatiani Mark Rakita Yakov Rylski Eduard Vinokurov URSS        | Claude Arabo Jacques Lefèvre Serge Panizza Marcel Parent Bernard Vallée Francia             |

### Femenino
| Evento              | Oro                                                                                               | Plata                                                                                         | Bronce                                                                                             |
| ------------------- | ------------------------------------------------------------------------------------------------- | --------------------------------------------------------------------------------------------- | -------------------------------------------------------------------------------------------------- |
| Florete individual  | Tatiana Samusenko URSS                                                                            | Aleksandra Zabelina URSS                                                                      | Ildikó Bóbis · Hungría · Ecaterina Stahl · Rumania · Galina Gorojova · URSS                        |
| Florete por equipos | Tatiana Samusenko Aleksandra Zabelina Galina Gorojova Valentina Prudskova Diana Nikanchikova URSS | Ildikó Bóbis · Mária Gulácsy · Paula Marosi · Ildikó Rejtő · Lídia Sákovics-Dömölky · Hungría | Marie-Chantal Demaille Brigitte Gapais Claudette Herbster Annick Level Catherine Rousselet Francia |

## Medallero
| Núm. | País    | Oro | Plata | Bronce | Total |
| ---- | ------- | --- | ----- | ------ | ----- |
| 1    | URSS    | 5   | 3     | 2      | 10    |
| 2    | Hungría | 1   | 3     | 2      | 6     |
| 3    | Francia | 1   | 2     | 2      | 5     |
| 4    | Polonia | 1   | 0     | 2      | 3     |
| 5    | Rumania | 0   | 0     | 1      | 1     |
| 5    | Suecia  | 0   | 0     | 1      | 1     |
|      | TOTAL   | 8   | 8     | 10     | 26    |